# The Ultimate Fighter Nations: Canadá vs. Austrália
The Ultimate Fighter Nations: Canada vs. Austrália é uma temporada do reality show do Ultimate Fighting Championship (UFC), The Ultimate Fighter. Essa é a quinta temporada a ser produzida fora dos EUA e a segunda a ser filmada na Austrália.
A série foi oficialmente anunciada pelo UFC em Junho de 2013. Os lutadores foram anunciados como Patrick Côté representando o Canadá e Kyle Noke representando a Austrália. Isso marcou a segunda vez, seguido do The Ultimate Fighter: The Smashes, que dois ex-participantes do The Ultimate Fighter são técnicos juntos. As seletivas foram realizadas em Setembro de 2013 em Sydney e Toronto. Os lutadores foram observados nas divisões dos médios e meio médios. Os 16 lutadores iram competir em um torneio de eliminação, com os vencedores das duas categorias coroado na finale que aconteceu em 16 de Abril de 2014.
O show irá estrear em 15 de janeiro de 2014. Essa temporada é a segunda ao ir ao ar na FX Australia. Ele também irá ao ar nos Estados Unidos na Fox Sports 1.
O TUF Nations Finale aconteceu em Quebec City, Quebec em 16 de Abril de 2014.

## Elenco

### Treinadores
| - Equipe Canadá - Patrick Côté, Treinador Principal - Kru Ash, Técnico de Trocação - Fábio Holanda, Técnico de Jiu Jitsu - David Zilberman, Técnico de Wrestling | - Equipe Austrália - Kyle Noke, Treinador Principal - Israel Martinez, Treinador de Wrestling - Adrian Pang, Treinador de Trocação - Roberto Tussa, Técnico de Jiu Jitsu |

### Lutadores
- Equipe Canadá
  - Meio Médios: Olivier Aubin-Mercier, Matthew Desroches, Kajan Johnson e Chad Laprise.
  - Médios: Luke Harris, Nordine Taleb, Elias Theodorou e Sheldon Westcott.
- Equipe Austrália

Meio Médios: Chris Indich, Jake Matthews, Brendan O’Reilly e Richard Walsh.
Médios: Vik Grujic, Daniel Kelly, Tyler Manawaroa e Zein Saliba.

## Episódios
Episódio 1: Strangers in a Strange Land (15 de janeiro de 2014)
- Os lutadores entraram no centro de treinamento do Ultimate Fighter em Quebec City, Quebec, Canadá e logo depois ambos treinadores chegaram. Côté tem a moeda para decidir a primeira escolha da luta com ele, mas após ele dizer que ele se sentia muito confiante olhando para sua equipe, ele a entrega para Noke. Ele jogou a moeda e a Equipe Canadá venceu. Côté lembra que eles tem a primeira escolha da luta e irá anunciar em alguns dias. Ele também lembra a todos para desfrutar dessa "única oportunidade na vida".
- Durante uma cutscene Dana White anuncia que os lutadores iram receber $25,000 pelo Nocaute da Temporada, Finalização da Temporada e Luta da Temporada. Também há um bônus de $5,000 por terminar a luta em todas as lutas.
- Ambos lutadores compartilharam suas experiências como ex-participantes do The Ultimate Fighter para suas respectivas equipes.
- Os lutadores se encontraram na casa e tem uma sensação distintamente canadense, já a estrutura é feita quase inteiramente de madeira e é localizada em uma área remota de Quebec City.
- Os lutadores australianos estão tendo um momento difícil com a longa viagem e fuso horário diferente de seu país natal.
- Os lutadores encontraram White pela primeira vez durante uma conferência de vídeo via Xbox One. A primeira escolha da luta é anunciada por Côté e é entre o membro da Equipe Canadá Kajan Johnson vs. o membro da Equipe Austrália Brendan O’Reilly. Johnson queria lutar primeiro, antes mesmo de conhecer Côté.
- Durante a noite, os lutadores canadenses discutem sobre o recorde de seus oponentes e experiência, mas os australianos ouviram tudo de seus quartos e O'Reilly os confrontou sobre o que eles estavam falando.
- Johnson mencionou que tem algumas lesões e afirma que ele sempre luta machucado, mas mesmo nessa situação, ele afirma que é mais perigoso que todos na casa.
- Kajan Johnson derrotou Brendan O’Reilly por Finalização (mata leão) no primeiro round.
- Côté escolhe a próxima luta: o membro da Equipe Canadá Elias Theodorou vs. o membro da Equipe Austrália Zein Saliba.

Episódio 2: Bad Hair Day (22 de janeiro de 2014)
- Os canadenses tem um bom tempo na casa e eles mencionam que a vitória de Jonhson os ajudou a ficar mais juntos.
- Taleb decide escalar uma reunião privada para a Equipe Canadá após ver alguns de seus companheiros de equipe contando informações sobre suas habilidades para os australianos.
- O lutador de MMA e quatro vezes campeão mundial de jiu jitsu brasileiro Vitor Ribeiro é convidado para ser o treinador convidado para a Equipe Canadá e faz uma seção especial com os treinadore.
- Salibas menciona que ele não conhece nada sobre seu oponente e Theodorou tem um momento para falae sobre sua carreira como modelo e ator, além da luta.
- A Equipe Canadá tem um jantar para Côté e os outros treinadores, incluindo o nutricionista de Côté Jean-François Gaudreau. Eles todos tem uma conversa sobre o quão importante é a nutrição para um lutador de elite.
- É o aniversário de Kelly e seus treinadores levam-lhe um bolo para celebrar. Após Noke brincar com Kelly e a guerra de comida começar após isso entre toda a equipe.
- Elias Theodorou derrotou Zein Saliba por decisão unânime em dois rounds.
- Côté escolhe a próxima luta: da Equipe Team Canadá Chad Laprise vs. da Equipe Austrália Chris Indich.

Episódio 3: The Bible Thumper (29 de janeiro de 2014)
- No início da manhã Manawaroa usou um didgeridoo para irritar os canadenses e ele teve sucesso, especialmente com Taleb.
- O treinador de força e condicionamento Jonathan Chaimberg, que é canadense, mostra-se para ajudar a Equipe Austrália. Ele está acostumado a treinar com Laprise e Taleb da outra equipe e ele está lá para ajudar Noke. Côté menciona que Chaimberg é "tão cheio de si mesmo" que ele pode não se preocupar com seus laços com outros lutadores da equipe rival. Como Chaimberg havia pensado, a maioria dos lutadores lutam pós-treino com o ritmo intenso. Após o fim dos treinos, a Equipe Canadá chega para sua seção e encontra com Chaimberg. Alguns deles depois discutiram suas opiniões sobre o assunto.
- Indich fala sobre sua relação com seu pai no passado e como isso o afetou. Enquanto isso, Laprise afirma que essa será a primeira vez em sua carreira que ele está completamente livre de lesões. Ele fala sobre seu caminho no esporte no pequeno caminho até o TUF e como suas fortes crenças religiosas servem como motivação para ter sucesso.
- Manawaroa tem alguns problemas com o dedo ferido e seu peso. Os treinadores estão preocupados com isso e motivá-lo para treinar pesado e também bater o peso.
- Indich diz que ele sente a pressão, não só para conseguir a vitória par ele mesmo, mas para conseguir a primeira vitória para sua equipe e mudar humor ao redor deles.
- Chad Laprise derrotou Chris Indich por decisão unânime em dois rounds. A performance de Indich foi parabenizada pro todos após sua luta.
- Côté escolhe a próxima luta: da Equipe Canada Nordine Taleb vs. o membro da Equipe Austrália Tyler Manawaroa.

Episódio 4: (5 de fevereiro de 2014)
- Após a luta do último episódio, Indich e Taleb tiveram uma discussão em frente a equipe australiana sobre os comentários da equipe canadense de que Indich não era capaz de tomar nenhum soco e que essa série seria a primeira a contar com um dos times vencendo por 8-0 nas lutas das quartas de final. Depois na casa, é visível que a luta entre Laprise e Indich deixou ambos times mais pertos em termos de respeito, especialmente por parte de Indich.
- Taleb e todos seus companheiros de equipe acreditam que apesar do cartel de Manawaroa, os adversários anteriores de Taleb e todos acreditam que ele tem as melhores habilidades. Enquanto isso, os australianos acreditam que seu companheiro de equipe lhes darão a primeira vitória e Manawaroa está pronto pra isso.
- Ambos lutadores tiveram uma encarada tensa após as pesagens.
- Tyler Manawaroa derrotou Nordine Taleb por decisão unânime após três rounds.
- Em um hospital esperando por exames, Taleb e Manawaroa debateram suas estratégias para a luta e eles concordam que essa luta será provavelmente a Luta da Temporada.
- Noke escolhe a próxima luta: o membro da Equipe Austrália Richard Walsh vs. o membro da Equipe Canadá Matthew Desroches.

Episódio 5: (12 de fevereiro de 2014)
- Os lutadores estão falando sobre a mudança de ritmo na competição após a Equipe Austrália finalmente ter conseguido sua primeira vitória.
- Taleb e Manawaroa decidiram queimar calorias juntos na casa sob a forma de uma competição de beber.
- Na próxima seção de treinamento da Equipe Canadá, Côté tenta elevar o moral de sua equipe após sofrer a primeira derrota da temporada. Deroches recebe atenção pessoal dos técnicos já que ele se prepara para a próxima luta.
- Walsh insiste na importância de dar sequência na vitória de Manawaroa e ajudar seu time a voltar na competição.
- Durante os treinos, Noke e Martinez discutiram sobre resiliência de Kelly durante o treinamento, considerando que ele tem lesões no seus tornozelos e pé.
- Apesar do pé quebrado, Taleb permanece na equipe e ajuda seus companheiros de equipe com treinos e consultoria. Ele se tornou um não oficial "quinto técnico". Depois, Westcott lesiona seu joelho durante uma seção de sparring contra Theodorou e a Equipe Canadá está preocupada que isso pode afetar seu plano de jogo atual. Eles asseguram que eles precisam da vitória na próxima luta para para se certificar que eles têm a última escolha da luta de médios.
- Richard Walsh derrotou Matthew Desroches por decisão unânime em dois rounds.
- Noke escolhe a próxima luta: o membro da Equipe Austrália Daniel Kelly vs. o membro da Equipe Canadá Sheldon Westcott.

Episódio 6: (19 de fevereiro de 2014)
- Após a vitória de Walsh, Kelly explica que os canadenses parecem melhor agora que sofreram derrotas.
- Chad Laprise expressa o desejo de lutar contra Richard Walsh, uma luta que Kajan Johnson também quer.
- Durante os treinos, Côté está ausente e os seus técnicos assistentes assumem a seção.
- Jake Matthews sofre uma dor no estômago durante o treino, mas o técnico assistente Israel Martinez mostra nenhum remorso e dá a Matthews um momento difícil.
- Na casa, os lutadores recebem petiscos e cervejas para assistir o UFC 167.
- Daniel Kelly revela que seu filho está sofrendo de uma doença rara chamada cistinose e que precisa de um transplante de rim, além de ser financialmente instável é algo que Kelly quer dar à sua família.
- Sheldon Westcott derrotou Daniel Kelly por finalização (triângulo de braço) no primeiro round.
- Foi revelado que Kelly havia machucado seu joelho direito durante a luta e foi levado ao hospital para tratar.
- Côté anuncia a luta final das preliminares dos meio médios: da Equipe Canadá Olivier Aubin-Mercier vs. Jake Matthews da Equipe Austrália.

## Chaves dos Torneios

### Peso Meio Médio
|  | Round de Eliminação   | Round de Eliminação   |               |    | Semifinal | Semifinal |  |  | Finale | Finale |
|  |                       |                       |               |    |           |           |  |  |        |        |
|  |                       |                       |               |    |           |           |  |  |        |        |
|  |                       |                       |               |    |           |           |  |  |        |        |
|  | Kajan Johnson         | FIN                   |               |    |           |           |  |  |        |        |
|  | Kajan Johnson         | FIN                   |               |    |           |           |  |  |        |        |
|  | Brendan O’Reilly      | 1                     |               |    |           |           |  |  |        |        |
|  | Brendan O’Reilly      | 1                     | Kajan Johnson | 1  |           |           |  |  |        |        |
|  |                       |                       | Kajan Johnson | 1  |           |           |  |  |        |        |
|  |                       | Chad Laprise          | KO            |    |           |           |  |  |        |        |
|  | Chad Laprise          | Chad Laprise          | KO            | DU |           |           |  |  |        |        |
|  | Chad Laprise          |                       |               | DU |           |           |  |  |        |        |
|  | Chris Indich          | 2                     |               |    |           |           |  |  |        |        |
|  | Chris Indich          | 2                     | Chad Laprise  | DD |           |           |  |  |        |        |
|  |                       |                       | Chad Laprise  | DD |           |           |  |  |        |        |
|  |                       | Olivier Aubin-Mercier | 3             |    |           |           |  |  |        |        |
|  | Matthew Desroches     | Olivier Aubin-Mercier | 3             | 2  |           |           |  |  |        |        |
|  | Matthew Desroches     |                       |               | 2  |           |           |  |  |        |        |
|  | Richard Walsh         | DU                    |               |    |           |           |  |  |        |        |
|  | Richard Walsh         | DU                    | Richard Walsh | 1  |           |           |  |  |        |        |
|  |                       |                       | Richard Walsh | 1  |           |           |  |  |        |        |
|  |                       | Olivier Aubin-Mercier | FIN           |    |           |           |  |  |        |        |
|  | Olivier Aubin-Mercier | Olivier Aubin-Mercier | FIN           | DU |           |           |  |  |        |        |
|  | Olivier Aubin-Mercier |                       |               | DU |           |           |  |  |        |        |
|  | Jake Matthews         | 2                     |               |    |           |           |  |  |        |        |
|  | Jake Matthews         | 2                     |               |    |           |           |  |  |        |        |

### Peso Médio
|  | Round de Eliminação | Round de Eliminação |                  |     | Semifinal | Semifinal |  |  | Finale | Finale |
|  |                     |                     |                  |     |           |           |  |  |        |        |
|  |                     |                     |                  |     |           |           |  |  |        |        |
|  |                     |                     |                  |     |           |           |  |  |        |        |
|  | Elias Theodorou     | DU                  |                  |     |           |           |  |  |        |        |
|  | Elias Theodorou     | DU                  |                  |     |           |           |  |  |        |        |
|  | Zein Saliba         | 2                   |                  |     |           |           |  |  |        |        |
|  | Zein Saliba         | 2                   | Elias Theodorou  | DU  |           |           |  |  |        |        |
|  |                     |                     | Elias Theodorou  | DU  |           |           |  |  |        |        |
|  |                     | Tyler Manawaroa     | 3                |     |           |           |  |  |        |        |
|  | Nordine Taleb       | Tyler Manawaroa     | 3                | 3   |           |           |  |  |        |        |
|  | Nordine Taleb       |                     |                  | 3   |           |           |  |  |        |        |
|  | Tyler Manawaroa     | DU                  |                  |     |           |           |  |  |        |        |
|  | Tyler Manawaroa     | DU                  | Elias Theodorou  | TKO |           |           |  |  |        |        |
|  |                     |                     | Elias Theodorou  | TKO |           |           |  |  |        |        |
|  |                     | Sheldon Westcott    | 2                |     |           |           |  |  |        |        |
|  | Sheldon Westcott    | Sheldon Westcott    | 2                | FIN |           |           |  |  |        |        |
|  | Sheldon Westcott    |                     |                  | FIN |           |           |  |  |        |        |
|  | Daniel Kelly        | 1                   |                  |     |           |           |  |  |        |        |
|  | Daniel Kelly        | 1                   | Sheldon Westcott | FIN |           |           |  |  |        |        |
|  |                     |                     | Sheldon Westcott | FIN |           |           |  |  |        |        |
|  |                     | Vik Grujic          | 1                |     |           |           |  |  |        |        |
|  | Luke Harris         | Vik Grujic          | 1                | 1   |           |           |  |  |        |        |
|  | Luke Harris         |                     |                  | 1   |           |           |  |  |        |        |
|  | Vik Grujic          | TKO                 |                  |     |           |           |  |  |        |        |
|  | Vik Grujic          | TKO                 |                  |     |           |           |  |  |        |        |

| Canadá    |  | Equipe Canadá       |
| Austrália |  | Equipe Austrália    |
| DU        |  | Decisão Unânime     |
| DM        |  | Decisão Majoritária |
| DD        |  | Decisão Dividida    |
| FIN       |  | Finalização         |
| (T)KO     |  | Nocaute (Técnico)   |

## Bônus da Temporada
- Luta da Temporada:  Chad Laprisse vs.  Chris Indich
- Performance da Temporada:  Chad Laprisse (nocaute contra Kajan Johnson) e  Sheldon Westcott (finalização contra Vik Grujic)